# Tapio Mäkelä
Tapio Mäkelä (n. 12 octombrie 1926, Nastola, Häme Province⁠(d), Finlanda – d. 12 mai 2016, Jämsä, Finlanda Centrală, Finlanda) a fost un schior de fond ce a reprezentat Finlanda, medaliat olimpic. A participat la o ediție a Jocurilor Olimpice (1952) în care a câștigat o medalie de aur și o medalie de argint.